# Liste de films français sortis en 2023
Listes de films français
- 2019
- 2020
- 2021
- 2022
- 2023
- 2024
- 2025
- 2026
- 2027

Cette page présente une liste non exhaustive de films français sortis en 2023 que ce soit en salles, en DVD, sur une plateforme ou en VOD.
| Film                                        | Réalisation                         | Genre                | Casting |
| ------------------------------------------- | ----------------------------------- | -------------------- | --- |
| 10 jours encore sans maman                  | Ludovic Bernard                     | Comédie              | Franck Dubosc, Aure Atika, Alexis Michalik                                                                                          |
| À la belle étoile                           | Sébastien Tulard                    | Comédie biographique | Just Riadh, Loubna Abidar, Christine Citti                                                                                          |
| L'Abbé Pierre                               | Frédéric Tellier                    | Biographie           | Benjamin Lavernhe, Emmanuelle Bercot, Michel Vuillermoz                                                                             |
| Alibi.com 2                                 | Philippe Lacheau                    | Comédie              | Philippe Lacheau, Elodie Fontan, Tarek Boudali, Julien Arruti, Didier Bourdon, Nathalie Baye, Gérard Jugnot, Arielle Dombasle       |
| Anatomie d'une chute                        | Justine Triet                       | Drame                | Sandra Hüller, Swann Arlaud, Milo Machado-Graner, Antoine Reinartz                                                                  |
| Apaches                                     | Romain Quirot                       | Drame historique     | Alice Isaaz, Niels Schneider |
| Arrête avec tes mensonges                   | Olivier Peyon                       | Drame                | Guillaume de Tonquédec, Victor Belmondo, Guilaine Londez                                                                            |
| Astérix et Obélix : l'Empire du Milieu      | Guillaume Canet                     | Comédie              | Guillaume Canet, Gilles Lellouche, Vincent Cassel, Marion Cotillard, Jonathan Cohen, Pierre Richard, Jérôme Commandeur, Audrey Lamy |
| Banlieusards 2                              | Leïla Sy et Kery James              | Drame                | Kery James, Jammeh Diangana, Bakary Diombera, Chloé Jouannet                                                                        |
| Bâtiment 5                                  | Ladj Ly                             | Drame                | Anta Diaw, Alexis Manenti, Aristote Luyindula, Steve Tientcheu                                                                      |
| Bernadette                                  | Léa Domenach                        | Comédie, biographie  | Catherine Deneuve, Michel Vuillermoz, Sara Giraudeau, Denis Podalydès                                                               |
| Chasse gardée                               | Antonin Fourlon, Frédéric Forestier | Comédie              | Hakim Jemili, Camille Lou, Didier Bourdon, Thierry Lhermitte, Jean-François Cayrey, Chantal Ladesou                                 |
| Des mains en or                             | Isabelle Mergault                   | Comédie              | Josiane Balasko, Lambert Wilson, Sylvie Testud                                                                                      |
| L'Établi                                    | Mathias Gokalp                      | Drame                | Swann Arlaud |
| Flo                                         | Géraldine Danon                     | Biographie           | Stéphane Caillard, Alison Wheeler, Alexis Michalik, Pierre Deladonchamps                                                            |
| Je ne suis pas un héros                     | Rudy Milstein                       | Comédie dramatique   | Vincent Dedienne, Clémence Poésy, Géraldine Nakache, Isabelle Nanty                                                                 |
| Je verrai toujours vos visages              | Jeanne Herry                        | Drame                | Adèle Exarchopoulos, Dali Benssalah, Leïla Bekhti, Élodie Bouchez, Gilles Lellouche                                                 |
| Jeanne du Barry                             | Maïwenn                             | Film historique      | Johnny Depp, Maïwenn, Benjamin Lavernhe, Pierre Richard                                                                             |
| Jeff Panacloc : À la poursuite de Jean-Marc | Pierre-François Martin-Laval        | Comédie              | Jeff Panacloc, Claude Perron, Pierre-François Martin-Laval                                                                          |
| L'Amour et les Forêts                       | Valérie Donzelli                    | Drame                | Virginie Efira, Melvil Poupaud |
| La Fille de son père                        | Erwan Le Duc                        | Drame                | Nahuel Pérez Biscayart, Maud Wyler                                                                                                  |
| La Plus Belle pour aller danser             | Victoria Bedos                      | Comédie              | Brune Moulin, Philippe Katerine, Pierre Richard, Firmine Richard                                                                    |
| La Tresse                                   | Laetitia Colombani                  | Drame                | Kim Raver, Fotinì Peluso, Mia Maelzer                                                                                               |
| La Vie pour de vrai                         | Dany Boon                           | Comédie              | Dany Boon, Kad Merad, Charlotte Gainsbourg                                                                                          |
| Le Consentement                             | Vanessa Filho                       | Drame                | Kim Higelin, Jean-Paul Rouve, Laetitia Casta                                                                                        |
| Le Livre des solutions                      | Michel Gondry                       | Comédie              | Pierre Niney, Blanche Gardin |
| Le Procès Goldman                           | Cédric Kahn                         | Drame historique     | Arieh Worthalter, Arthur Harari, Nicolas Briançon, Stéphan Guérin-Tillié                                                            |
| Le Processus de paix                        | Ilan Klipper                        | Drame romantique     | Camille Chamoux, Damien Bonnard |
| Le Règne animal                             | Thomas Cailley                      | Drame                | Romain Duris, Paul Kircher, Adèle Exarchopoulos                                                                                     |
| Le Temps d'aimer                            | Katell Quillévéré                   | Drame                | Vincent Lacoste, Anaïs Demoustier, Morgan Bailey                                                                                    |
| Les Blagues de Toto 2 : Classe verte        | Pascal Bourdiaux                    | Comédie              | Hugo Trophardy, Guillaume de Tonquédec, Anne Marivin, Pauline Clément, Valérie Karsenti, Sarah Stern                                |
| Les Choses simples                          | Éric Besnard                        | Comédie              | Lambert Wilson, Grégory Gadebois, Marie Gillain                                                                                     |
| Les Petites Victoires                       | Mélanie Auffret                     | Comédie dramatique   | Michel Blanc, Julia Piaton, Sébastien Chassagne                                                                                     |
| Les Trois Mousquetaires : D'Artagnan        | Martin Bourboulon                   | Film historique      | François Civil, Pio Marmaï, Romain Duris, Vincent Cassel, Eva Green, Louis Garrel                                                   |
| Les Trois Mousquetaires : Milady            | Martin Bourboulon                   | Film historique      | François Civil, Pio Marmaï, Romain Duris, Vincent Cassel, Eva Green, Louis Garrel                                                   |
| Little Girl Blue                            | Mona Achache                        | Docudrame            | Marion Cotillard, Mona Achache, Marie Bunel, Pierre Aussedat, Jacques Boudet, Didier Flamand, Brigitte Sy, Àlex Brendemühl          |
| Ma France à moi                             | Benoît Cohen                        | Drame                | Fanny Ardant, Nawid Elham, Pierre Deladonchamps, Elisabeth Margoni                                                                  |
| Ma langue au chat                           | Cécile Telerman                     | Comédie              | Zabou Breitman, Pascal Elbé |
| Marie-Line et son juge                      | Jean-Pierre Améris                  | Comédie dramatique   | Louane Emera, Michel Blanc |
| Marinette                                   | Virginie Verrier                    | Biopic               | Garance Marillier, Emilie Dequenne, Fred Testot, Alban Lenoir, Sylvie Testud                                                        |
| Mon crime                                   | François Ozon                       | Comédie              | Nadia Tereszkiewicz, Rebecca Marder, Fabrice Luchini, Dany Boon, Isabelle Huppert, Édouard Sulpice, André Dussollier                |
| Monsieur, le Maire                          | Karine Blanc & Michel Tavares       | Drame                | Clovis Cornillac, Eye Haïdara, Laurence Côte                                                                                        |
| Noël Joyeux                                 | Clément Michel                      | Comédie              | Franck Dubosc, Emmanuelle Devos, Danielle Fichaud, Danièle Lebrun                                                                   |
| Nouveau Départ                              | Philippe Lefebvre                   | Comédie              | Franck Dubosc, Karine Viard |
| Quand tu seras grand                        | Andréa Bescond et Éric Métayer      | Comédie dramatique   | Vincent Macaigne, Aïssa Maïga, Évelyne Istria                                                                                       |
| Rien à perdre                               | Delphine Deloget                    | Drame                | Virginie Efira |
| Sage-Homme                                  | Jennifer Devoldère                  | Comédie dramatique   | Karin Viard, Melvin Boomer |
| Sexygénaires                                | Robin Sykes                         | Comédie              | Patrick Timsit, Thierry Lhermitte, Marie Bunel                                                                                      |
| Soudain seuls                               | Thomas Bidegain                     | Drame                | Gilles Lellouche, Mélanie Thierry                                                                                                   |
| Sur les chemins noirs                       | Denis Imbert                        | Drame, biographie    | Jean Dujardin, Joséphine Japy |
| Toni, en famille                            | Nathan Ambrosioni                   | Comédie dramatique   | Camille Cottin, Léa Lopez, Louise Labèque                                                                                           |
| Un petit miracle                            | Sophie Boudre                       | Comédie              | Alice Pol, Jonathan Zaccaï, Eddy Mitchell                                                                                           |
| Une année difficile                         | Olivier Nakache et Eric Toledano    | Comédie dramatique   | Pio Marmaï, Jonathan Cohen, Noémie Merlant, Grégoire Leprince-Ringuet                                                               |
| Une histoire d'amour                        | Alexis Michalik                     | Drame                | Alexis Michalik |
| Vermines                                    | Sébastien Vaniček                   | Epouvante-horreur    | Théo Christine |
| Wahou !                                     | Bruno Podalydès                     | Comédie              | Bruno Podalydès, Karin Viard |
| Yannick                                     | Quentin Dupieux                     | Drame                | Raphaël Quenard, Pio Marmaï, Blanche Gardin                                                                                         |